# The Quatermass Experiment
pentru refacerea serialului vezi The Quatermass Experiment (2005)
The Quatermass Experiment este un serial britanic științifico-fantastic care a avut premiera la BBC în vara anului 1953 și a fost retransmis de BBC Four în 2005. Stabilit în viitorul apropiat, pe fondul unui program spațial britanic, filmul spune povestea primului zbor cu echipaj în spațiul cosmic, zbor supravegheat de profesorul Bernard Quatermass de la Grupul britanic de rachete experimentale (British Experimental Rocket Group). În momentul în care nava se reîntoarce din primul său zbor, doi din cei trei astronauți lipsesc, iar al treilea se comportă ciudat. Devine clar faptul că ceva extraterestru a intrat în navă în timpul zborului său, iar Quatermass și asociații săi trebuie să împiedice extraterestrul să distrugă întreaga lume. 